# Juliette Petrie
Pour les articles homonymes, voir Petrie.
Juliette Petrie (née Marie Juliette Joséphine Yvonne Vermeersch à Saint-Hyacinthe, 18 février 1900 - morte à Montréal, 13 mars 1995) est une artiste de burlesque, comédienne et humoriste ayant travaillé sur scène, à la télévision et au cinéma. 

## Biographie
Juliette était la fille de Jules Vermeersch, cultivateur originaire de Grad, en Belgique, et d'Angélina Guertin. Juliette a connu une enfance heureuse auprès de son père Jules Vermeersch. 
La carrière de Juliette Petrie dans le monde du spectacle québécois démarra en 1920 grâce à la rencontre avec son mari, le célèbre Arthur Petrie (mariage le 14 mai 1921 à Montréal), meneur de revues burlesques très populaires à son époque au Québec. Elle débuta sur scène en 1921 à Trois-Rivières, remplaçant à pied levé un comédien absent. Sa voix et son talent inné de la repartie allaient lui assurer une longue carrière dans le monde du vaudeville et du burlesque et, par la suite, à la télévision et au cinéma. 
À partir de 1922, Juliette Petrie a codirigé, avec son époux Arthur Petrie, la troupe de burlesque Les Poupées françaises, qui connut un très grand succès. La troupe se composait de huit danseuses, plus Juliette Petrie, Arthur Petrie, Juliette Béliveau, Eugène Martel et Wilbrod. Cette troupe se produisit pendant de nombreuses années.
En 1936, elle commence une longue collaboration avec Rose Ouellette, La Poune qui tiendra l'affiche au Théâtre National à Montréal jusqu'en 1953. Leur succès est constant, dans un genre difficile, l'improvisation sur un canevas à peine esquissé ; tout tient par l'esprit de repartie des actrices. Les deux directrices de troupe doivent voir à tout, pour monter une nouvelle revue chaque semaine. Elle y côtoiera tous les grands artistes québécois du burlesque de cette époque : Olivier Guimond, père, Manda Parent, Olivier Guimond, Teddy Burns-Goulet, Paul Desmarteaux, etc.
Durant les années 1950, à l'apogée des clubs montréalais, Juliette Petrie se produit au Mocambo, à la Casa Loma, au Café de l'Est et au Radio Cité, le théâtre-cabaret de Jean Grimaldi. 
Elle amorce le virage de la télévision grâce à Roger Lemelin qui l'engage, en 1959, dans la série En haut de la pente douce.
La comédienne donne vie au personnage de « la mère » lors de la présentation de la comédie musicale Monica la mitraille de Michel Conte en 1968 à la Place des Arts de Montréal.
Dans les années 1970, elle obtient un rôle dans Le soleil se lève en retard, de Michel Tremblay et André Brassard. 
Juliette Petrie meurt à Montréal le 13 mars 1995 à l'âge de 95 ans.

## Cinéma et télévision
- 1959 - 1961 : En haut de la pente douce (série télévisée) : Amélie Chevalier
- 1962 - 1963 : Le Petit Monde du Père Gédéon (série télévisée) : Amélie Plouffe
- 1969 : Quelle famille! (série télévisée) : Mignonne
- 1972 : Le P'tit vient vite
- 1976 : Rose et Henri (téléthéâtre)
- 1976 - 1977 : Chère Isabelle (série télévisée) : mère d'Isabelle
- 1976 - 1979 : Grand-Papa (série télévisée) : Céline
- 1977 : Le soleil se lève en retard : Tante Germaine
- 1979 - 1980 : Frédéric (série télévisée) : La propriétaire
- 1979 - 1982 : Chez Denise (série télévisée) : Mme Lalancette, mère de Christian Lalancette
- 1988 : Le Grand Jour

## Honneurs
En prenant la codirection avec son mari de la troupe de burlesque Les Poupées françaises, en 1922, Juliette Petrie devient la première femme au Québec à diriger une troupe de théâtre. Rose Ouellette la suivra en ce sens en devenant directrice du Théâtre Cartier (à Saint-Henri, Montréal) en 1928.

## Sources
- Ressource relative à l'audiovisuel :   - IMDb
- Notices d'autorité :   - VIAF
  - ISNI
  - LCCN
  - WorldCat
- Juliette Petrie, Quand on revoit tout cela! Le burlesque au Québec. 1914-1960, Montréal, 1977.
- Philippe Laframboise, "La Poune", Montréal, Éditions Héritage, 1978.
- Chantal Hébert, Le burlesque au Québec. Un divertissement populaire, Montréal, Éditions Hurtubise HMH, 1981  (ISBN 2890455076).
- Chantal Hébert, Le burlesque québécois et américain, Les Presses de l'Université Laval, 1989  (ISBN 2763771874).